# La Grande Excursion de Koro
Pour plus de détails, voir Fiche technique et Distribution.
La Grande Excursion de Koro (コロの大さんぽ, Koro no daisanpo) est un court métrage d'animation japonais de 2002 écrit et réalisé par Hayao Miyazaki pour le Studio Ghibli. Le film est présenté en exclusivité au musée Ghibli, situé sur le terrain du parc d'Inokashira à Mitaka dans la banlieue de Tokyo au Japon.

## Synopsis
Le film parle de Koro le chiot, qui fuit sa maîtresse, vit des aventures en ville et qui est finalement très heureux de rentrer chez lui.

## Fiche technique
- Titre : La Grande Excursion de Koro
- Titre original : コロの大さんぽ (Koro no daisanpo?)
- Réalisation et scénario : Hayao Miyazaki
- Musique : Yūji Nomi
- Pays d'origine :  Japon
- Durée : 15 minutes[1]
- Date de sortie :
  - Japon : janvier 2002[1]